# Charlène Favier

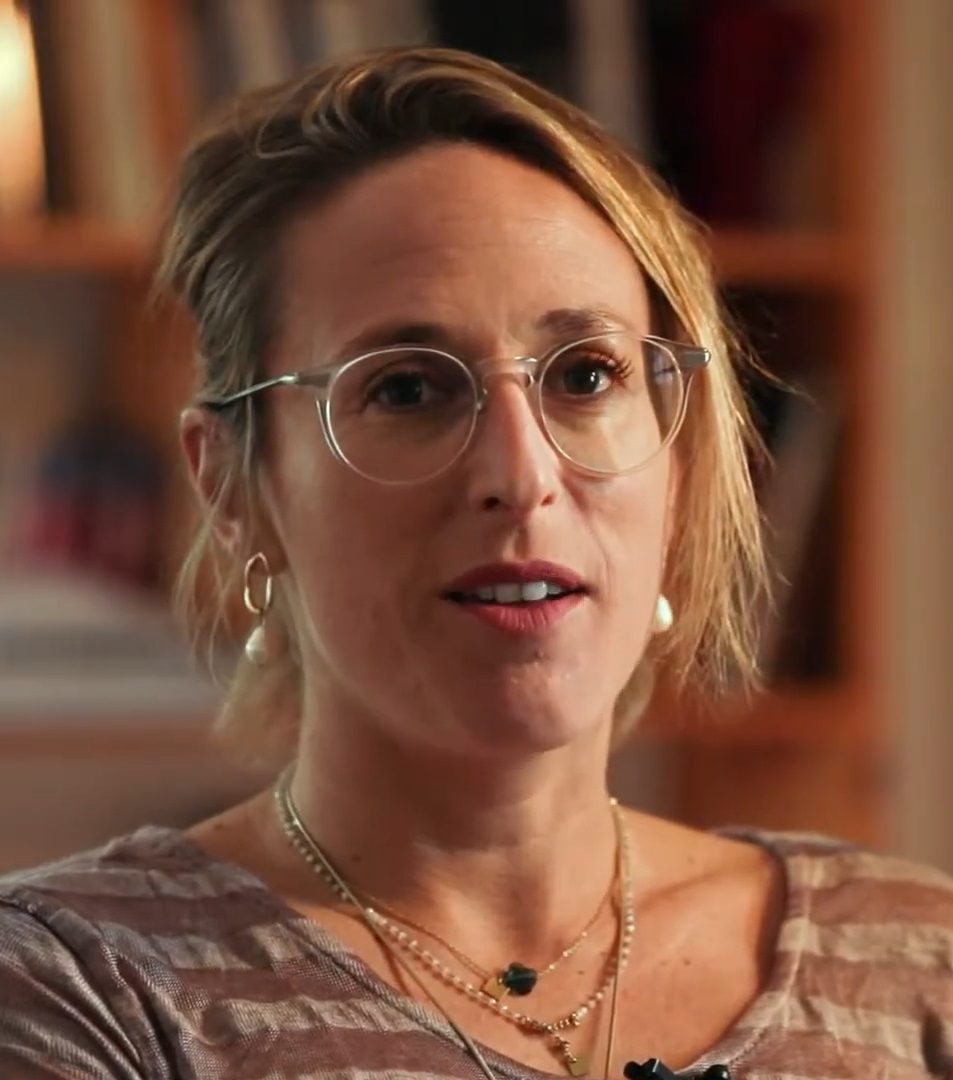
Charlène Favier im Jahr 2020

Charlène Favier (geboren 1985 in Lyon) ist eine französische Drehbuchautorin, Filmproduzentin und Regisseurin.

## Biografie
Ab 2003 studierte Charlène Favier Schauspiel an der internationalen Schule Jacques Lecoq in London und anschließend in New York, unter anderem am Studio Astoria. Schließlich absolvierte sie das Atelier scénario de la Femis in Paris. Im Alter von 24 Jahren gründete sie ihre eigene Filmproduktionsfirma: Charlie bus production. Zunächst drehte sie Kurzfilme, insbesondere Odol Gorri mit der Schauspielerin Noée Abita. Dieser Film wurde mehrfach ausgezeichnet. 
2020 schrieb Charlène Favier ihren ersten Spielfilm Slalom, dessen Kinostart aufgrund der Corona-Pandemie verschoben wurde. Die Idee zum Drehbuch kam Favier während eines Kurses bei La Femis und sie wollte ihre eigenen Erfahrungen als Opfer sexueller Übergriffe im Sport erzählen. Die Handlung dreht sich um die toxische Beziehung zwischen einer jungen Skirennläuferin und ihrem Trainer. Favier thematisierte auf avantgardistische und subtile Weise sexuelle Gewalt im Sport. Der Film wurde für den César nominiert und unter anderem mit dem Ornano Valenti Preis und dem Festivale Pluriel.les ausgezeichnet.
Danach schrieb sie weitere Spielfilme, darunter Das war nicht mehr ich nach dem gleichnamigen Buch von Tanguy Viel, der auf Arte veröffentlicht wurde.

## Filmografie
- 2010: Is Everything Possible, Darling?
- 2012: Free Fall (Kurzfilm)
- 2015: Omessa (Kurzfilm)
- 2020: Slalom
- 2023: Das war nicht mehr ich (La fille qu’on appelle)
- 2024: Oxana – Mein Leben für Freiheit (Oxana)[7]